# ヴァンガード・ジャズ・オーケストラ
ヴァンガード・ジャズ・オーケストラ（The Vanguard Jazz Orchestra (VJO)、1990年 - ）は、ニューヨークのジャズクラブ、ヴィレッジ・ヴァンガードを本拠地とするビッグバンド。

## 歴史
ヴァンガード・ジャズ・オーケストラの歴史は、1966年にサド・ジョーンズとメル・ルイスによりニューヨークで結成されたサド・ジョーンズ / メル・ルイス・ジャズ・オーケストラ（サドメル）の後継バンド。1965年の12月に結成され、1966年に初ライブを行ったので結成は1965年とする資料もあるが、ヴァンガード・ジャズ・オーケストラは1966年結成を公式見解としている。
その後、1978年にサドが活動拠点をデンマークに移したのに伴い、バンドはメル・ルイス・ジャズ・オーケストラに移行。サド在籍時代から、サド以外の作曲家・アレンジャーの楽曲を取り入れることに積極的であった同バンドは、メルの時代になると更に新進気鋭のアレンジャーの作品を取り上げた。メンバーがレジデンシャル・アレンジャーとなることもあった。この時代を代表するアレンジャーとして、ボブ・ブルックマイヤー、ボブ・ミンツァー、ジム・マクニーリー（Jim McNeely、現在もバンドに在籍中）が挙げられる。
1990年にメルが亡くなってからは、ヴァンガード・ジャズ・オーケストラとして活動を続けている。サドメル時代の1966年2月から始まった毎週月曜日夜のニューヨークのジャズクラブ、ヴィレッジ・ヴァンガードでの演奏は、45年以上経った今でも続いている。演奏のレパートリーはサドメル時代からの楽曲を含め300を越えると言われる。サドとブルックマイヤーの楽曲、ジム・マクニーリーの楽曲が中心だが、それ以外の才能溢れるアレンジャーの楽曲も取り込んでいることが楽曲ラインナップに独自性を持たせているという分析もある。（2008年リリースのアルバムMonday Night〜と、2011年リリースのForever Lasting- Live in Tokyoでは、まさにそれらのレパートリーを上手く組み合わせて作られており、実際のライブのような選曲の妙を楽しむことが出来る。）
管楽器のセクションリードは30年近く変わらなかったが、2000年代後半にトランペットセクションが総入れ替えとなった。また、ベースを担当してきたデニス・アーウィンが死去したこともあり、勤続20年を超えるメンバーの比率が下がった。

## 教育活動
ウィリアム・パターソン大学のパーマネント・レジデンシャル・オーケストラ、テンプル大学と提携し、定期的なクリニック等の教育プログラムに参画している。イタリア・アッシジ、香港の吹奏楽フェスティバルなどにもジャズ教育に赴いている。また、独自のビッグバンド向け教育プログラム「Precepts of Swing」を持っている。2010年からは日本向けにアレンジした同プログラムを来日公演中に毎年実施している。

## 役職一覧
- ジョン・モスカ - ディレクター
- ディック・オーツ (Dick Oatts) - アーティスティック・ディレクター
- ダグラス・パーヴァイアンス - オーケストラ・マネージャー
- ジム・マクニーリー - コンポーザー・イン・レジデンス
- トーマス・ベリーノ (Thomas Bellino) - プロジェクト・ディレクター

## メンバー
トランペット、フリューゲルホルン
- ニック・マルキオーネ (Nick Marchione) （リード）
- ターニャ・ダービー (Tanya Darby)（サブ・リード）
- テレル・スタッフォード (Terell Stafford)
- スコット・ウェンホルト (Scott Wendholt)

木管楽器
- ディック・オーツ (Dick Oatts) - アルトサックス、ソプラノサックス、フルート（リード）
- ビリー・ドリューズ (Billy Drewes)  - アルトサックス、ソプラノサックス、フルート、クラリネット
- リッチ・ペリー (Rich Perry)  - テナーサックス、フルート
- ラルフ・ララマ (Ralph Lalama)  - テナーサックス、フルート、クラリネット
- ゲイリー・スマリアン (Gary Smulyan)  - バリトンサックス

トロンボーン
- ジョン・モスカ（リード）
- ルイス・ボニーラ (Luis Bonilla)
- ジェイソン・ジャクソン (Jason Jackson)
- ダグラス・パーヴァイアンス - バストロンボーン

リズムセクション
- ジム・マクニーリー - ピアノ
- ジョン・ライリー (John Riley)  - ドラム
- デイビッド・ウォン (David Wong)  - ベース

## 過去のメンバー(サドメル時代・メル時代含む）
トランペット
- アール・ガードナー (Earl Gardner)
- グレン・ドリューズ (Glen Drewes)
- ジョー・モゼロ (Joe Mosello)
- アル・ポーシノ (Al Porcino)
- トム・ハレル (Tom Harrell)
- ジョン・マーシャル (John Marshall)
- ジム・パウエル (Jim Powell)
- スヌーキー・ヤング (Snooky Young)

トロンボーン
- エド・ニューマイスター (Ed Neumeister)
- アール・マッキンタイアー (Earl McIntyre)

フレンチホルン
- ステファニー・ファウバー (Stefany Fauber)
- ジュリアス・ワトキンス (Julius Watkins)

木管楽器
- ジョー・ロヴァーノ (Joe Lovano)
- ケニー・ギャレット (Kenny Garrett)
- スティーヴ・コールマン (Steve Coleman)
- ペッパー・アダムス (Pepper Adams)
- ジョー・ヘンダーソン

リズムセクション
- ハンク・ジョーンズ - ピアノ
- ローランド・ハナ (Roland Hanna) - ピアノ
- ケニー・ワーナー (Kenny Werner)
- デニス・アーウィン - ベース
- マーク・ジョンソン (Marc Johnson) - ベース

## 楽曲を提供している主な作曲家・アレンジャー（サドメル時代・メル時代含む）
- サド・ジョーンズ
- ボブ・ブルックマイヤー
- ケニー・ワーナー
- マイク・アベネ (Mike Abene)
- マイク・クロッティ (Mike Crotty)
- ジェリー・ダジォン (Jerry Dodgion)
- ボブ・ミンツァー
- ジム・マクニーリー（現在専属作曲家）
- スライド・ハンプトン (Slide Hampton)

## 受賞歴
- AFIM賞: 『Thad Jones Legacy』（2000年）
- グラミー賞 ベスト・インストゥルメンタル・アレンジメント賞: 『The Way - Music Of Slide Hampton 』（2004年）
- グラミー賞 ベスト・ラージ・アンサンブル・アルバム賞: 『Monday Night At The Village Vanguard』（2009年）

## 日本での公演

### 2009年
- 12月6日-9日: ブルーノート東京

### 2010年
- 11月25日: ビルボードライブ大阪
- 11月26日-28日: ビルボードライブ東京

### 2011年
- 12月14日、16日、17日: ビルボードライブ東京
- 12月18日: ビルボードライブ大阪

## ディスコグラフィ

### サド・ジョーンズ / メル・ルイス・ジャズ・オーケストラ
- 『オープニング・ナイト』 - Opening Night（1966年録音、2000年発売）
- 『プレゼンティング・サド・ジョーンズ / メル・ルイス・アンド・ザ・ジャズ・オーケストラ』 - Presenting Thad Jones / Mel Lewis and the Jazz Orchestra（1966年）ソリッド・ステート・レコーズ
- 『プレゼンティング・ジョー・ウィリアムズ・アンド・サド・ジョーンズ / メル・ルイス, ザ・ジャズ・オーケストラ』 - Presenting Joe Williams and Thad Jones / Mel Lewis, The Jazz Orchestra（1966年）ソリッド・ステート・レコーズ
- 『ライブ・アット・ザ・ヴィレッジ・ヴァンガード』 - Live at the Village Vanguard（1967年）ソリッド・ステート・レコーズ
- 『ザ・ビッグバンド・サウンド・オブ・サド・ジョーンズ / メル・ルイス・フィーチャリング・ミス・ルース・ブラウン』 - The Big Band Sound of Thad Jones / Mel Lewis Featuring Miss Ruth Brown（1968年）ソリッド・ステート・レコーズ
- 『マンデー・ナイト』 - Monday Night（1968年）ソリッド・ステート・レコーズ
- 『セントラル・パーク・ノース』 - Central Park North（1969年）ソリッド・ステート・レコーズ
- 『バーゼル, 1969』 - Basle, 1969（1969年録音、1996年発売）TBCミュージック
- 『コンサメーション』 - Consummation（1970年）ソリッド・ステート・レコーズ、ブルーノート・レコード
- 『ヴィレッジ・ヴァンガード・ライブ・セッションズ3』 - Village Vanguard Live Sessions 3（1970年録音）LRCレコーズ
- 『スイート・フォー・ポップス』 - Suite for Pops（1972年）ホライゾン、A&Mレコード
- 『ライブ・イン・トーキョー』 - Live in Tokyo（1974年）デノン・ジャズ
- 『ポプリ』 - Potpourri（1974年）フィラデルフィア・インターナショナル
- 『サド・ジョーンズ / メル・ルイス・アンド・マヌエル・デ・シーカ』 - Thad Jones / Mel Lewis and Manuel De Sica（1974年）ポーザ・レコーズ
- 『ニュー・ライフ: デディケーティッド・トゥ・マックス・ゴードン』 - New Life: Dedicated to Max Gordon（1976年）A&Mレコード
- 『サド・ジョーンズ / メル・ルイス・オーケストラ・ウィズ・ローダ・スコット』 - Thad Jones / Mel Lewis Orchestra With Rhoda Scott（1976年）
- 『ライブ・イン・ミュンヘン』 - Live in Munich（1976年）A&Mレコード
- 『イット・オンリー・ハップンズ・エブリー・タイム』 - It Only Happens Every Time（1977年）EMIレコーズ
- 『ボディー・アンド・ソウル』 - Body and Soul（1978年）ウエスト・ウィンド・ジャズ
- 『ア・タッチ・オブ・クラス』 - A Touch of Class（1978年）ウエスト・ウィンド・ジャズ

#### 映像
- 『ジャズ・カジュアル - サド・ジョーンズ / メル・ルイス・オーケストラ・アンド・ウッディー・ハーマン・アンド・ヒズ・スウィンギング・ハード』 - Jazz Casual – Thad Jones / Mel Lewis Orchestra and Woody Herman and His Swinging Herd（1968年録音）1968年テレビ放送

#### コンピレーション・アルバム
- 『ザ・ブルー・ノート・リイシュー・シリーズ: サド・ジョーンズ / メル・ルイス』 - The Blue Note Reissue Series: Thad Jones / Mel Lewis（1966年 - 1970年録音）ブルーノート・レコード
- 『ザ・コンプリート・ソリッド・ステート・レコーディングズ・オブ・ザ・サド・ジョーンズ / メル・ルイス・オーケストラ』 - The Complete Solid State Recordings of the Thad Jones / Mel Lewis Orchestra（1966年 - 1970年録音）モザイク・レコーズ、ブルーノート・レコード

### サド・ジョーンズ、メル・ルイスがゲスト・バンドリーダーあるいはゲスト・プレイヤーとして他バンドに参加したもの
- 『グリーティングズ・アンド・サルテーションズ』 - Greetings and Salutations（1975年）
- 『サド・ジョーンズ＝ メル・ルイス & UMO』 - Thad Jones, Mel Lewis and UMO（1977年） ※with ウモ・ジャズ・オーケストラ

### メル・ルイス・ジャズ・オーケストラ
- 『ナチュラリー』 - Naturally（1979年）テラーク・インターナショナル・コーポレーション
- 『ライブ・イン・モントルー: メル・ルイス・プレイズ・ハービー・ハンコック』 - Live in Montreux: Mel Lewis Plays Herbie Hancock（1980年）MPSレコード、ポーザ・レコーズ
- 『ライブ・アット・ザ・ヴィレッジ・ヴァンガード, ...フィーチャリング・ザ・ミュージック・オブ・ボブ・ブルックマイヤー』 - Live at the Village Vanguard, ...Featuring the Music of Bob Brookmeyer（1980年）
- 『メル・ルイス・アンド・ザ・ジャズ・オーケストラ』 - Mel Lewis and the Jazz Orchestra（1982年）フィネッセ
- 『トゥエンティー・イヤーズ・アット・ザ・ヴィレッジ・ヴァンガード』 - 20 Years at the Village Vanguard（1985年）アトランティック・レコード
- 『ディフィニティブ・サド・ジョーンズ, ボリューム1』 - Definitive Thad Jones, Vol. 1（1988年）ミュージック・マスターズ・ジャズ
- 『ディフィニティブ・サド・ジョーンズ, ボリューム2』 - Definitive Thad Jones, Vol. 2（1988年）ミュージック・マスターズ・ジャズ
- 『ソフト・ライツ・アンド・ホット・ミュージック』 - Soft Lights and Hot Music（1988年）ミュージック・マスターズ・ジャズ
- 『トゥ・ユー: ア・トリビュート・トゥ・メル・ルイス』 - To You: A Tribute to Mel Lewis（1990年）ミュージック・マスターズ・ジャズ

### ヴァンガード・ジャズ・オーケストラ
- 『リカティー・スプリット, ザ・ミュージック・オブ・ジム・マクニーリー』 - Lickety Split, The Music of Jim McNeely（1997年）ニュー・ワールド・レコーズ
- 『サド・ジョーンズ・レガシー, ヴァンガード・ジャズ・オーケストラ』 - Thad Jones Legacy, Vanguard Jazz Orchestra（1999年）ニュー・ワールド・レコーズ
- 『キャン・アイ・パースエイド・ユー』 - Can I Persuade You（2002年）プラネット・アーツ
- 『ザ・ウェイ, ミュージック・オブ・スライド・ハンプトン』 - The Way, Music of Slide Hampton（2004年）プラネット・アーツ
- 『アップ・フロム・ザ・スカイズ, ミュージック・オブ・ジム・マクニーリー』 - Up From The Skies, Music of Jim McNeely（2006年）プラネット・アーツ
- 『マンデー・ナイト・ライブ・アット・ザ・ヴィレッジ・ヴァンガード』 - Monday Night Live at the Village Vanguard（2008年）プラネット・アーツ
- 『フォーエバー・ラスティング - ザ・ヴァンガード・ジャズ・オーケストラ, ライブ・イン・トーキョー』 - Forever Lasting - The Vanguard Jazz Orchestra, Live in Tokyo（2011年）プラネット・アーツ（このアルバムのみ日本盤がポニー・キャニオンよりリリースされている）